# Obviously
Obviously – drugi singel pop rockowego zespołu McFly, który debiutował na szczycie notowania UK Singles Chart.
W 2014 roku singiel otrzymał status srebrnego.
Na singlu znalazł się cover utworu "Help!" zespołu The Beatles. 

## Powstanie utworu
Autorami utworu są Tom Fletcher i Danny Jones z McFly oraz James Bourne.

## Lista utworów

### CD 1
1. "Obviously"
2. "Get Over You"

### CD 2
1. "Obviously"
2. "Help!"
3. "Obviously" (Remix)
4. Wywiad część 1
5. "Obviously" (Teledysk)

### UK 7" Picture Disc
1. "Obviously"
2. Wywiad część 2